# هيلين آربيلس
هيلين آربلز (1907-2006) عارضة أزياء فرنسية، زوجة الصائغ لويس آربلز، ولاحقًا مصممة أحذية وبائعة تجزئة في نيويورك. اشتهرت بجمالها الجذاب «الماس يتماشى مع كل شيء» وكانت مدرجة في «قائمة أفضل 10 أزياء» السنوية لأكثر من عقد من الزمان. الأحذية التي صممها موجودة في المجموعة الدائمة لمعهد الأزياء في متحف متروبوليتان للفنون.

## نشأتها
ولدت هيلين أوستروفسكا في مونتي كارلو، موناكو، عام 1907، وهي ابنة لأبوين روسيين، ميشيل أوستروفسكي وسيسيل ويربلوفسكا. ولدت أختها الكبرى أوجيني عام 1905.في عام 1933، عملت عارضة أزياء للبيت وورث، عندما تزوجت من لويس أربلز صائغ فان كليف آند آربيلس.في أغسطس 1940 أبحروا على متن أحد آخر السفن التي كانت متجهة إلى الولايات المتحدة في زمن الحرب. في مدينة نيويورك، أسسوا الفرع الأمريكي للأعمال.